# Cinometro
Il cinometro (o asta metrica) è uno strumento professionale solitamente usato da giudici cinofili, veterinari, allevatori professionisti, cinofili in genere e da chi è preposto alla classificazione metrica anche ad uso sportivo del cane.
È un oggetto indispensabile durante le esposizioni canine, i raduni di razza e le prove di lavoro per classificare i cani e dissipare dubbi riguardanti l'altezza dei soggetti.
I migliori cinometri (generalmente costruiti in acciaio pesante cromato) hanno due scale metriche per permettere la misura rispettivamente dell'altezza al garrese e del torace. 
Lo strumento deve avere un'ottima stabilità e rigidità delle sue parti per consentire sempre misurazioni stabili nel tempo; tali misurazioni devono inoltre avvenire su terreno assolutamente piano privo di asperità in modo da non falsare mai la misura.
Per questa ragione il piede del cinometro deve essere formato da due parti solidali tra di loro  poste a 90° l'una rispetto all'altra una delle quali forma il piede d'appoggio orizzontale al terreno mentre l'altra verticale forma l'asta di scorrimento in cui sono fissate le due scale metriche.

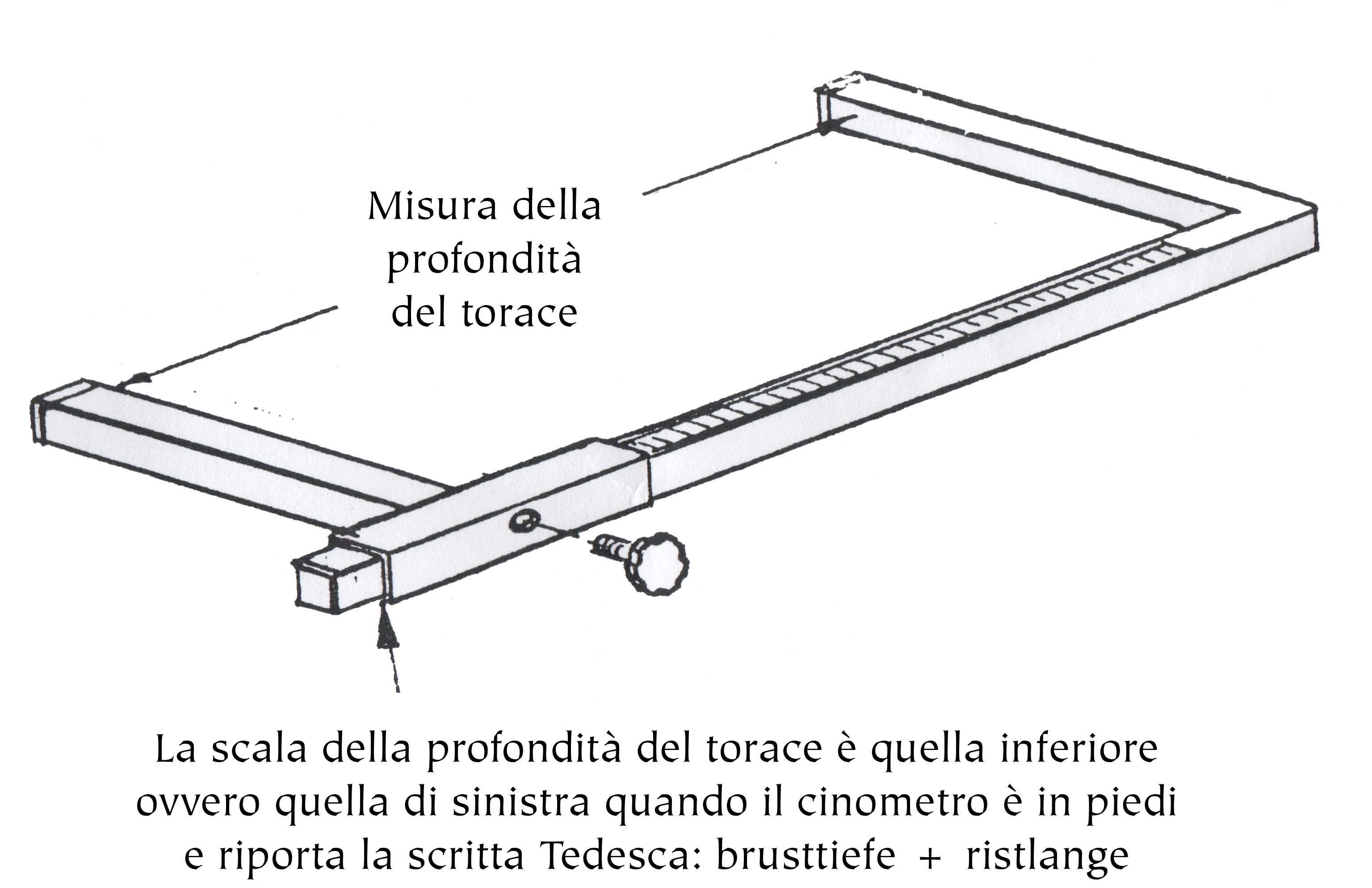
Cinometro etichette

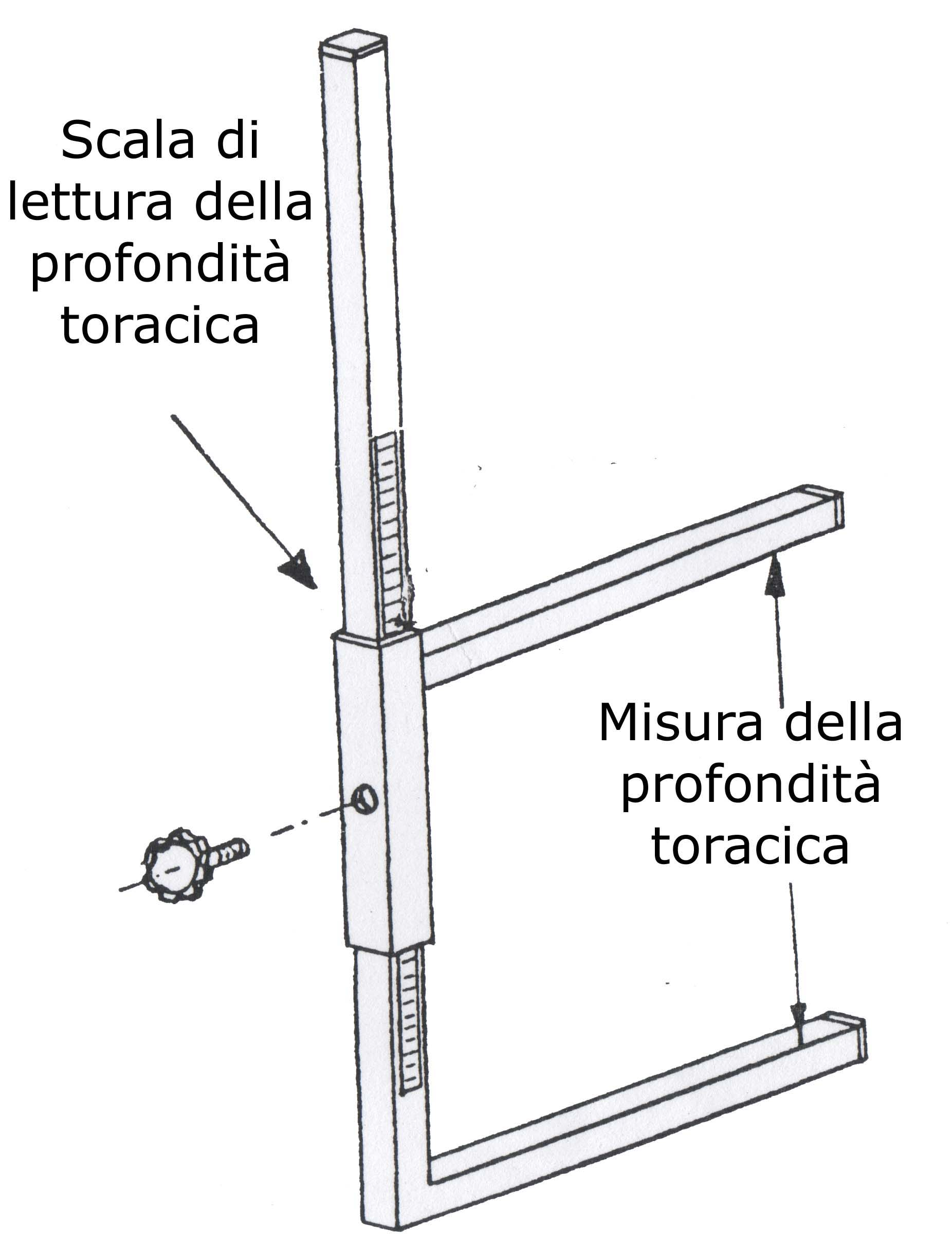
Uso della scala di misurazione della profondità toracica
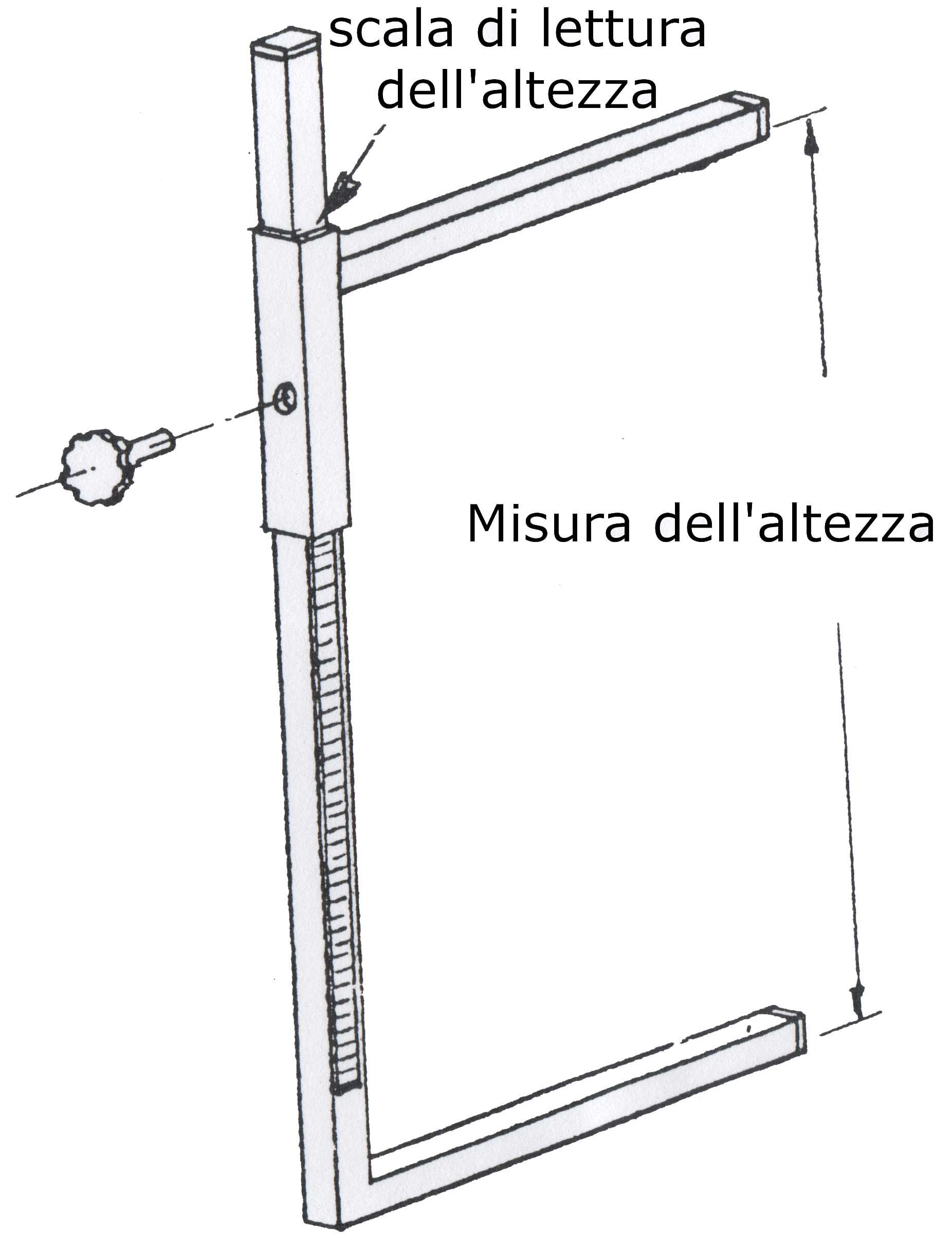
Uso della scala di misurazione dell'altezza